# 內特瓦區
58°08′56″N 55°21′47″E / 58.149°N 55.363°E
內特瓦區（俄语：Нытвенский район），是俄羅斯的一個區，位於該國中西部，由彼爾姆邊疆區負責管轄，始建於1923年12月，面積1,656平方公里，2010年人口43,812，人口密度每平方公里26.46人。